# Сати-Юрт
Сати-Юрт, Сатый-Юрт — населённый пункт, располагавшийся на левом берегу реки Ярыксу, к северу от Сати-Юрта находился ныне несуществующий аул Товбулат-Юрт, к югу — редут.

## История
В  половине января  1850 года Бакланов произвёл набег к Мичику и на аулы Ауху, Сати-Юрт, Марцык-Юрт и Мустажа-Отар.
Аул был сожжён царскими войсками. Как сообщает участник набега на аул, казаки застали в некоторых саклях женщин и детей и беспощадно их истребили. В 1857 году отряд Николаи выступил из Хасав-юрта для овладения Гойтемирскими воротами, то есть завалом перед лесной полосой поперёк хребта, отделяющего ущелья рек Ярыксу и Ямансу; завал взят штурмом. Отделённая колонна майоpa Геймана с боя взяла редут Капу на берегу Ямансу. Взяты аулы Сати-юрт и Товбулат-юрт. Мало ощущалась в Чечне потеря Шамилем редута, выстроенного около аула Сати-Юрт, и самого аула, взятых 12 июля 1854 г. Л. П. Николаи.